# 新谷站 (韓國)
新谷站（：／ Singok yeok */?）曾經是韓國鐵道公社長項線中的一個鐵路車站，位於忠清南道洪城郡龜項面新谷里，1974年時被廢止。

## 历史
- 1923年12月15日：开始使用。
- 1974年6月1日：停用本站[1]。